# Briant (Saona i Loira)
Briant és un municipi francès, situat al departament de Saona i Loira i a la regió de Borgonya - Franc Comtat. L'any 2007 tenia 217 habitants.

## Demografia

### Població
El 2007 la població de fet de Briant era de 217 persones. Hi havia 96 famílies, de les quals 23 eren unipersonals (19 homes vivint sols i 4 dones vivint soles), 42 parelles sense fills i 31 parelles amb fills.
La població ha evolucionat segons el següent gràfic:
Habitants censats

### Habitatges
El 2007 hi havia 153 habitatges, 96 eren l'habitatge principal de la família, 46 eren segones residències i 11 estaven desocupats. 151 eren cases i 1 era un apartament. Dels 96 habitatges principals, 84 estaven ocupats pels seus propietaris, 9 estaven llogats i ocupats pels llogaters i 4 estaven cedits a títol gratuït; 5 tenien dues cambres, 7 en tenien tres, 25 en tenien quatre i 60 en tenien cinc o més. 72 habitatges disposaven pel capbaix d'una plaça de pàrquing. A 47 habitatges hi havia un automòbil i a 47 n'hi havia dos o més.

### Piràmide de població
La piràmide de població per edats i sexe el 2009 era:
| Homes | Edats   | Dones |
| ----- | ------- | ----- |
| 0     | 95 o +  | 0     |
| 0     | 90 a 94 | 0     |
| 0     | 85 a 89 | 0     |
| 0     | 80 a 84 | 4     |
| 4     | 75 a 79 | 0     |
| 12    | 70 a 74 | 4     |
| 4     | 65 a 69 | 8     |
| 12    | 60 a 64 | 20    |
| 8     | 55 a 59 | 12    |
| 8     | 50 a 54 | 16    |
| 0     | 45 a 49 | 0     |
| 8     | 40 a 44 | 4     |
| 8     | 35 a 39 | 8     |
| 4     | 30 a 34 | 8     |
| 12    | 25 a 29 | 8     |
| 12    | 20 a 24 | 0     |
| 0     | 15 a 19 | 4     |
| 0     | 10 a 14 | 4     |
| 12    | 5 a 9   | 8     |
| 4     | 0 a 4   | 4     |

## Economia
El 2007 la població en edat de treballar era de 125 persones, 80 eren actives i 45 eren inactives. De les 80 persones actives 76 estaven ocupades (39 homes i 37 dones) i 4 estaven aturades (2 homes i 2 dones). De les 45 persones inactives 31 estaven jubilades, 6 estaven estudiant i 8 estaven classificades com a «altres inactius».

### Ingressos
El 2009 a Briant hi havia 105 unitats fiscals que integraven 242 persones, la mediana anual d'ingressos fiscals per persona era de 16.191 €.

### Activitats econòmiques
Dels 10 establiments que hi havia el 2007, 1 era d'una empresa alimentària, 2 d'empreses de construcció, 4 d'empreses de comerç i reparació d'automòbils, 1 d'una empresa d'hostatgeria i restauració i 2 d'empreses de serveis.
Dels 3 establiments de servei als particulars que hi havia el 2009, 1 era un paleta, 1 lampisteria i 1 restaurant.
L'únic establiment comercial que hi havia el 2009 era una fleca.
L'any 2000 a Briant hi havia 36 explotacions agrícoles que ocupaven un total de 1.500 hectàrees.

## Poblacions més properes
El següent diagrama mostra les poblacions més properes.